# La batalla de los Arapiles (episodio nacional)
La batalla de los Arapiles es la décima y última novela de la primera serie de los Episodios Nacionales de Benito Pérez Galdós, publicada en 1875. El episodio relata la decisiva batalla de los Arapiles en el desenlace de la Guerra de la Independencia Española, y el final de la dominación francesa. También resuelve el autor con un final feliz la parte de la narración de las aventuras de Gabriel de Araceli a lo largo de la primera serie.
La acción parte de la reunión del ejército aliado, formado por españoles, portugueses y británicos al mando de Lord Wellington, en las proximidades de Salamanca, plaza que todavía está en poder de los franceses y que éstos mismos han preparado antes de proceder al asalto. Gran parte del desarrollo, aun salpicado de episodios rocambolescos, está dedicado a la descripción de la batalla. En el aspecto literario de la recreación de personajes históricos que Galdós hizo a lo largo de los Episodios nacionales, cabría destacar el retrato que construye en torno a la personalidad de lord comandante inglés.

Por fin, lord Wellington levantó los ojos del mapa y nos miró. Hice una amabilísima reverencia: entonces el inglés me miró más, observándome de pies a cabeza. (...) Era Wellesley bastante alto, de cabellos rubios y rostro encendido, aunque no por las causas a que el vulgo atribuye las inflamaciones epidérmicas de la gente inglesa. Ya se sabe que es proverbial en Inglaterra la afirmación de que el único grande hombre que no ha perdido jamás su dignidad después de los postres, es el vencedor de Tipoo Sayd y de Bonaparte.

Representaba Wellington cuarenta y cinco años, y esta era su edad, la misma exactamente que Napoleón, pues ambos nacieron en 1769, el uno en mayo y el otro en agosto. El sol de la India y el de España habían alterado la blancura de su color sajón. Era la nariz, como antes he dicho, larga y un poco bermellonada; la frente, resguardada de los rayos del sol por el sombrero, conservaba su blancura y era hermosa y serena como la de una estatua griega, revelando un pensamiento sin agitación y sin fiebre, una imaginación encadenada y gran facultad de ponderación y cálculo. Adornaba su cabeza un mechón de pelo o tupé que no usaban ciertamente las estatuas griegas; pero que no caía mal, sirviendo de vértice a una mollera inglesa. Los grandes ojos azules del general miraban con frialdad, posándose vagamente sobre el objeto observado, y observaban sin aparente interés. Era la voz sonora, acompasada, medida, sin cambiar de tono, sin exacerbaciones ni acentos duros, y el conjunto de su modo de expresarse, reunidos el gesto, la voz y los ojos, producía grata impresión de respeto y cariño.
 Capítulo XI. Galdós (1875)